# Лангрікенбах
Лангрікенбах (нім. Langrickenbach) — громада  в Швейцарії в кантоні Тургау, округ Кройцлінген.

## Географія
Громада розташована на відстані близько 155 км на північний схід від Берна, 27 км на схід від Фрауенфельда.
Лангрікенбах має площу 10,8 км², з яких на 9,5% дозволяється будівництво (житлове та будівництво доріг), 73,4% використовуються в сільськогосподарських цілях, 16,7% зайнято лісами, 0,5% не є продуктивними (річки, льодовики або гори).

## Демографія
2019 року в громаді мешкало 1273 особи (+12,8% порівняно з 2010 роком), іноземців було 17%. Густота населення становила 118 осіб/км².
За віковим діапазоном населення розподілялося таким чином: 21,1% — особи молодші 20 років, 65% — особи у віці 20—64 років, 14% — особи у віці 65 років та старші. Було 527 помешкань (у середньому 2,4 особи в помешканні).
Із загальної кількості 361 працюючого 155 було зайнятих в первинному секторі, 53 — в обробній промисловості, 153 — в галузі послуг.